# Jacques Risser
Pour les articles homonymes, voir Risser.
Jacques Risser, né le 14 février 1938 dans le 14e arrondissement de Paris et mort le 9 octobre 1995 dans la même ville, est un scénariste et romancier français, auteur de roman policier.

## Biographie
Il est apprenti dans une imprimerie avant d'exercer divers petits métiers. Il participe également à diverses activités illégales et finit par être condamné à de la prison ferme, ou il passe six années et découvre l'écriture.  En 1969, il se lance dans le roman policier et fait paraître plusieurs titres dans la Série noire, dont les intrigues sont fondées sur des faits divers authentiques. Il passe ensuite chez Plon.
Il a signé deux scénarios, l'un pour la télévision et l'autre pour le cinéma.

## Œuvre

### Romans
- Le Bon fade, Paris, Gallimard, Série noire no 1261, 1969
- Sérénade corse, Paris, Gallimard, Série noire no 1280, 1969
- Casse, cavale et bascule, Paris, Gallimard, Série noire no 1310, 1969
- Entre fauves, Paris, Gallimard, Série noire no 1331, 1970
- Le Bada, Paris, Gallimard, Série noire no 1411, 1971
- L'Insolent, Paris, Plon, 1972
- Racket, Paris, Plon, coll. Les Incorruptibles de la P.J., 1973
- Les Kamikazes, Paris, Plon, coll. Les Incorruptibles de la P.J., 1973
- Les Pourrisseurs, Paris, Plon, coll. Les Incorruptibles de la P.J., 1974
- Le Charognard, Paris, Plon, coll. Les Incorruptibles de la P.J., 1974
- Les Percutés: sont-ils vraiment coupables!, Paris, Plon, coll. Les Incorruptibles de la P.J., 1974
- Les Infâmes, Paris, Plon, coll. Les Incorruptibles de la P.J., 1975
- Les Ringards de l'idéal, Paris, Vertiges de Nord-Carrière, 1987

## Adaptations

### Au cinéma
- 1973 : L'Insolent, film français de Jean-Claude Roy d’après le roman éponyme, avec Henry Silva

### À la télévision
- 1979 : L'Homme aux chiens, épisode de la série télévisée française Cinéma 16, réalisé par Bruno Gantillon, avec Madeleine Robinson et Michel Robin

## Source
- Claude Mesplède et Jean-Jacques Schleret, SN Voyage au bout de la Noire, Futuropolis, 1982, p. 327.
- Les Auteurs de la Série Noire, 1945-1995, collection Temps noir, Joseph K., 1996, (avec Claude Mesplède), p. 398-399.